# Báscones de Ojeda
Báscones de Ojeda település Spanyolországban, Palencia tartományban.  Lakosainak száma 134 fő (2024).

## Népesség
A település népessége az elmúlt években az alábbi módon változott:
| Lakosok száma | 205  | 195  | 184  | 174  | 165  | 159  | 149  | 143  | 138  | 134  |
|               | 2001 | 2004 | 2007 | 2009 | 2012 | 2014 | 2017 | 2019 | 2022 | 2024 |